# Elezioni politiche in Italia del 1904
Le elezioni politiche in Italia del 1904 si sono svolte il 6 novembre (1º turno) e il 13 novembre (ballottaggi) 1904.
Per le elezioni del 1904, il Papa Pio X consentì delle eccezioni al non expedit, permettendo dunque, per la prima volta dal 1868 anche ai cattolici di partecipare alle elezioni. Infatti, risultarono eletti tre deputati cattolici.

## Risultati
| Partito                            | Partito                              | Risultati | Risultati | Risultati | Seggi | Seggi |
| Partito                            | Partito                              | Voti      | %         | ±         | Num   | ±     |
| ---------------------------------- | ------------------------------------ | --------- | --------- | --------- | ----- | ----- |
|                                    | Ministeriali                         | 777 345   | 50,90     | n.d.      | 339   | n.d.  |
|                                    | Opposizione costituzionale           | 212 584   | 13,92     | n.d.      | 76    | n.d.  |
|                                    | Partito Radicale Italiano            | 128 002   | 8,38      | n.d.      | 37    | n.d.  |
|                                    | Partito Socialista Italiano          | 326 016   | 21,35     | n.d.      | 29    | n.d.  |
|                                    | Partito Repubblicano Italiano        | 75 225    | 4,93      | n.d.      | 24    | n.d.  |
|                                    | Unione Elettorale Cattolica Italiana | 8 008     | 0,52      | n.d.      | 3     | n.d.  |
|                                    |                                      |           |           |           |       |       |
| Iscritti                           | Iscritti                             | 2 541 327 | 100,00    |           |       |       |
| ↳ Votanti (% su iscritti)          | ↳ Votanti (% su iscritti)            | 1 593 886 | 62,72     | n.d.      |       |       |
| ↳ Voti validi (% su votanti)       | ↳ Voti validi (% su votanti)         | 1 527 180 | 95,81     |           |       |       |
| ↳ Schede non valide (% su votanti) | ↳ Schede non valide (% su votanti)   | 66 706    | 4,19      |           |       |       |
| ↳ Astenuti (% su iscritti)         | ↳ Astenuti (% su iscritti)           | 947 441   | 37,28     |           |       |       |

I dati sono tratti dalla pubblicazione ufficiale ISTAT e da un'analisi dei risultati per i singoli partiti pubblicata da Alessandro Schiavi nel 1905.